# 萨尔特河畔圣斯科拉斯
萨尔特河畔圣斯科拉斯（法語：Sainte-Scolasse-sur-Sarthe，法語發音：[sɛ̃t skɔlas syʁ saʁt] ⓘ）是法国奥恩省的一个市镇，位于该省中东部，属于阿朗松区。

## 地理
萨尔特河畔圣斯科拉斯（48°34'39"N, 0°23'32"E）面积13.88 平方千米，位于法国诺曼底大区奧恩省，该省份为法国西北部内陆省份，北起顺时针与卡爾瓦多斯省、厄尔省、厄尔-卢瓦省、萨尔特省、马耶讷省和芒什省接壤。
与萨尔特河畔圣斯科拉斯接壤的市镇（或旧市镇、城区）包括：蒙舍夫雷勒、比尔、萨尔特河畔尚波、圣欧班德库特赖、勒普朗蒂、库尔托梅、拉勒。

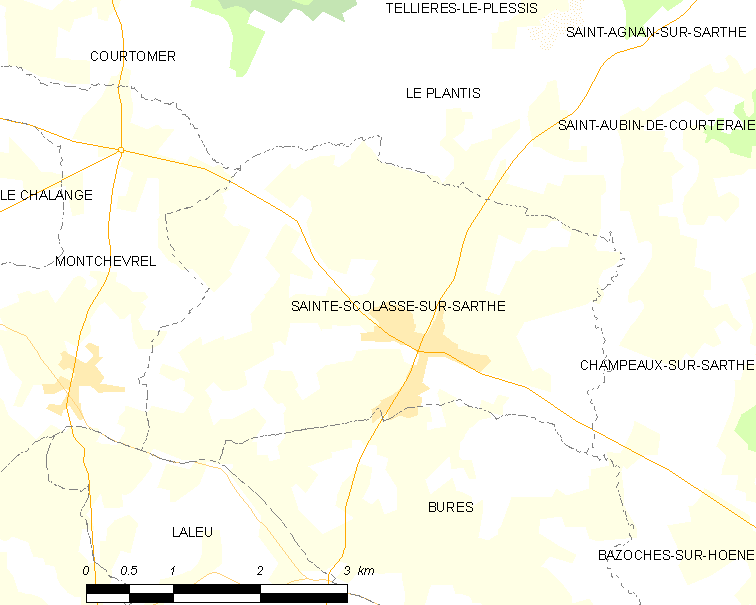
萨尔特河畔圣斯科拉斯的OSM定位图

萨尔特河畔圣斯科拉斯的时区为UTC+01:00、UTC+02:00（夏令时）。

## 行政
萨尔特河畔圣斯科拉斯的邮政编码为61170，INSEE市镇编码为61454。

## 政治
萨尔特河畔圣斯科拉斯所属的省级选区为埃库沃县。

## 人口

1962-2008年间萨尔特河畔圣斯科拉斯人口变化图示

萨尔特河畔圣斯科拉斯于2022年1月1日时的人口数量为584人。